# Кракорница
Крако̀рница (на македонска литературна норма: Кракорница; на албански: Krakornica) е село в Северна Македония, в Община Маврово и Ростуше.

## География
Селото е разположено в областта Горна Река високо в южните поли на Ничпурската планина.

## История
Църквата в Кракорница „Свети Архангел Михаил“ датира от XV век и е възобновена в средата на XX век и повторно в 1997 – 1998 година. В близост до селото има и манастир без конаци и църковна администрация „Свети Харалампий“, който е изграден на скали, от които тече смятана за лековита вода.
В XIX век Кракорница е разделено в конфесионално отношение албанско село в Реканска каза на Османската империя. В „Етнография на вилаетите Адрианопол, Монастир и Салоника“, издадена в Константинопол в 1878 година и отразяваща статистиката на населението от 1873 година, Кракорница (Cracornitza) е посочено като село с 80 домакинства, като жителите му са 85 албанци мюсюлмани и 120 албанци православни.
Според статистиката на Васил Кънчов („Македония. Етнография и статистика“) в 1900 година Крекорница има 180 жители арнаути християни и 180 арнаути мохамедани.
На Етнографската карта на Битолския вилает на Картографския институт в София от 1901 година Кракорница е чисто албанско, но смесено православно-мюсюлманско село в Реканската каза на Дебърския санджак с 57 къщи.
Според митрополит Поликарп Дебърски и Велешки в 1904 година в Крекорница има 35 сръбски къщи. По данни на секретаря на Българската екзархия Димитър Мишев („La Macédoine et sa Population Chrétienne“) в 1905 година в Кракорница има 210 албанци и в селото работи българско училище.
Албанците християни са привлечени от сръбската пропаганда и според статистика на вестник „Дебърски глас“ в 1911 година в Кракорница има 64 албански патриаршистки къщи.
След Междусъюзническата война селото попада в Сърбия.
На етническата си карта на Северозападна Македония в 1929 година Афанасий Селишчев отбелязва Кракорница като албанско село.
Според преброяването от 2002 година селото има 15 жители северномакедонци.
| Националност     | Всичко |
| северномакедонци | 15     |
| албанци          | 0      |
| турци            | 0      |
| роми             | 0      |
| власи            | 0      |
| сърби            | 0      |
| бошняци          | 0      |
| други            | 0      |

## Личности
Родени в Кракорница
- Лазар Силяни (Лазар Силянов, 1878 - ?), албански общественик и революционер
- Тодор Томов, български революционер от ВМОРО, четник на Георги Тодоров[9]